# Петър Дачев (лекоатлет)
Вижте пояснителната страница за други личности с името Петър Дачев.
Петър Начев Дачев е български лекоатлет, европейски шампион по скок на дължина в зала и световен шампион за младежи. Най-доброто му постижение е 8.30 м от шампионата в Никозия през юни 2000 г. Треньор на Петър Дачев е специалистката в скоковете Лиляна Видева.

## Успехи
| Година | Турнир                       | Град                      | Резултат | Extra |
| ------ | ---------------------------- | ------------------------- | -------- | ----- |
| 1998   | Европейско за мъже           | Будапеща, Унгария         | 3-ти     |       |
| 1998   | Световно за младежи          | Анси, Франция             | 1-ви     |       |
| 2000   | Европейско първенство в зала | Гент, Белгия              | 1-ви     |       |
| 2000   | Олимпийски игри              | Сидни, Австралия          | 11-и     |       |
| 2001   | Световно първенство в зала   | Лисабон, Португалия       | 12-и     |       |
| 2002   | Европейско първенство в зала | Виена, Австрия            | 3-ти     |       |
| 2003   | Световно първенство в зала   | Бирмингам, Великобритания | 6-и      |       |